# Laurence Olivier Award for Best Newcomer in a Play
Der Laurence Olivier Award for Best Newcomer in a Play (deutsch: Laurence Olivier Auszeichnung für den besten Nachwuchskünstler in einem Schauspiel) war ein britischer Theater- und Musicalpreis, der mit Unterbrechungen von 1980 bis 2008 vergeben wurde.

## Geschichte und Hintergrund
Die Laurence Olivier Awards werden seit 1976 jährlich in zahlreichen Kategorien von der Society of London Theatre vergeben. Sie gelten als höchste Auszeichnung im britischen Theater und sind vergleichbar mit den Tony Awards am amerikanischen Broadway. Ausgezeichnet werden herausragende Darsteller und Produktionen einer Theatersaison, die im Londoner West End zu sehen waren. Die Nominierten und Gewinner der Laurence Olivier Awards „werden jedes Jahr von einer Gruppe angesehener Theaterfachleute, Theaterkoryphäen und Mitgliedern des Publikums ausgewählt, die wegen ihrer Leidenschaft für das Londoner Theater“ bekannt sind. Einer der Auszeichnungen war der Laurence Olivier Award for Best Newcomer in a Play. Der Preis wurde 1980 eingeführt und zum letzten Mal bei der Preisverleihung 2008 verliehen. In den Jahren 1991 bis 2003 und 2005 bis 2007 wurde der Preis nicht vergeben. Bei den 12 Gelegenheiten, bei denen dieser Preis verliehen wurde, ging er achtmal an einen Schauspieler / eine Schauspielerin, zweimal an einen Regisseur, einmal an einen Autor und einmal an eine Theatergruppe. 

## Gewinner und Nominierte
Die Übersicht der Gewinner und Nominierten listet pro Jahr die nominierten Nachwuchskünstler und ihre Rollen in den Schauspielen. Der Gewinner eines Jahres ist grau unterlegt und fett angezeigt.

### 1980–1989
| Jahr                                          | Nachwuchskünstler                                  | Schauspiel                 | Rolle |
| --------------------------------------------- | -------------------------------------------------- | -------------------------- | ----- |
| 1980                                          |                                                    |                            |       |
| Edward Duke                                   | Jeeves Takes Charge                                | verschiedene Rollen        |       |
| Alfred Molina                                 | Oklahoma!                                          | Jud Fry                    |       |
| Gavin Richards                                | Accidental Death of an Anarchist                   | Maniac                     |       |
| Robert Walker                                 | Pal Joey                                           | Regisseur                  |       |
| 1981                                          |                                                    |                            |       |
| Alice Krige                                   | Arms and the Man                                   | Raina                      |       |
| Catherine Hall                                | Naked Robots                                       | Gemma                      |       |
| Jeremy Nicholas                               | Three Men in a Boat                                | verschiedene Rollen        |       |
| Eric Peterson                                 | Billy Bishop Goes to War                           | Billy Bishop               |       |
| 1982                                          |                                                    |                            |       |
| Kenneth Branagh                               | Another Country                                    | Tommy Judd                 |       |
| Rupert Everett                                | Another Country                                    | Guy Bennett                |       |
| Terry Johnson                                 | Insignificance                                     | Playwright                 |       |
| Imelda Staunton                               | The Beggar’s Opera                                 | Lucy Lockit                |       |
| 1983                                          |                                                    |                            |       |
| John Retallack                                | Quixote und The Provok’d Wife                      | Regisseur                  |       |
| Arturo Brachetti                              | Y                                                  | Produzent                  |       |
| Billy McColl                                  | The Slab Boys Trilogy                              | Phil                       |       |
| Abigail McKern                                | As You Like It                                     | Celia                      |       |
| 1984                                          |                                                    |                            |       |
| Tim Flavin                                    | On Your Toes                                       | Junior                     |       |
| Henry Goodman                                 | The Comedy of Errors                               | Dromio of Ephesus          |       |
| Hilary Blecher, Sandra Kotzé und Elsa Joubert | Poppie Nongena                                     | Regisseure                 |       |
| Clare Leach                                   | 42nd Street                                        | Peggy Sawyer               |       |
| 1985                                          |                                                    |                            |       |
| Cheek by Jowl                                 | Andromache, Pericles und Vanity Fair               | Theatergruppe              |       |
| Frances Barber                                | Camille                                            | Marguerite                 |       |
| Druid Theatre Company                         | The Playboy of the Western World                   | Theatergruppe              |       |
| Clive Mantle                                  | Of Mice and Men                                    | Lennie                     |       |
| 1986                                          |                                                    |                            |       |
| Sally Dexter                                  | Dalliance                                          | Mizi                       |       |
| Simon Curtis                                  | Road and Ourselves Alone                           | Regisseur                  |       |
| Anne Devlin                                   | Ourselves Alone                                    | Autor                      |       |
| Janet McTeer                                  | The Grace of Mary Traverse                         | Mary Traverse              |       |
| 1987                                          |                                                    |                            |       |
| Suzan Sylvester                               | A View from the Bridge                             | Catherine                  |       |
| Rudi Davies                                   | A Penny for a Song und A Lie of the Mind           | Dorcas Bellboys / Sally    |       |
| Nick Dear                                     | The Art of Success                                 | Autor                      |       |
| Imogen Stubbs                                 | Two Noble Kinsmen und The Rover                    | Gaoler’s Daughter / Helena |       |
| 1988                                          |                                                    |                            |       |
| Richard Jones                                 | Too Clever by Half                                 | Regisseur                  |       |
| Andrew Castell                                | Journey’s End                                      | Raleigh                    |       |
| Alan Cumming                                  | The Conquest of the South Pole                     | Slupianek                  |       |
| Tim Luscombe                                  | Easy Virtue, The Browning Version und Harlequinade | Regisseur                  |       |
| 1989/90                                       |                                                    |                            |       |
| Jeremy Northam                                | The Voysey Inheritance                             | Edward Voysey              |       |
| Glen Goei                                     | M. Butterfly                                       | Song Liling                |       |
| Charlotte Keatley                             | My Mother Said I Never Should                      | Writer                     |       |
| Georgia Slowe                                 | Romeo and Juliet                                   | Juliet                     |       |

### 2004–2008
| Jahr           | Nachwuchskünstler                            | Schauspiel                  | Rolle                     |
| 2004           |                                              |                             |                           |
| -------------- | -------------------------------------------- | --------------------------- | ------------------------- |
| 2004           | Debbie Tucker Green                          | Born Bad                    | Writer                    |
| 2004           | Tom Hardy                                    | In Arabia We’d All Be Kings | Skank                     |
| 2004           | Ruth Negga                                   | Duck                        | Cat                       |
| 2004           | Lucy Prebble                                 | The Sugar Syndrome          | Autor                     |
| 2005           | Keine Vergabe des Preises                    | Keine Vergabe des Preises   | Keine Vergabe des Preises |
| 2006           | Keine Vergabe des Preises                    | Keine Vergabe des Preises   | Keine Vergabe des Preises |
| 2007           | Keine Vergabe des Preises                    | Keine Vergabe des Preises   | Keine Vergabe des Preises |
| 2008           |                                              |                             |                           |
| Tom Hiddleston | Cymbeline                                    | Posthumus Leonatus / Cloten |                           |
| David Dawson   | The Life and Adventures of Nicholas Nickleby | Smike                       |                           |
| Tom Hiddleston | Othello                                      | Cassio                      |                           |
| Stephen Wight  | Dealer’s Choice                              | Mugsy                       |                           |